# Holowniki projektu H-900/II
Holowniki projektu H-900/II – typ holowników portowo-redowych polskiej konstrukcji, zbudowanych dla Marynarki Wojennej w Stoczni Remontowej Nauta w Gdyni. Powstały cztery jednostki, o numerach H-3, H-4, H-5 i H-7, które wchodziły do służby od 1979 roku. Trzy z nich nadal służą w polskiej marynarce (stan na 2020 rok).

## Projekt i budowa
Holowniki projektu H-900/II są przystosowaną do wymagań Marynarki Wojennej odmianą cywilnego projektu holowników H-900, opracowanego w Stoczni Remontowej Nauta. Stanowił on rozwinięcie wcześniejszego projektu H-800, którego dwie jednostki w wersji H-800/IV również służyły w Marynarce Wojennej. Główną zmianą w stosunku do poprzedników była instalacja napędu o większej mocy (oznaczenie 900 pochodziło od przybliżonej mocy silnika w KM). Głównymi projektantami holowników tego typu byli inżynierowie Jan Arabas i Jerzy Matryba. Stocznia Nauta zbudowała na początku lat 80. serię cywilnych holowników, określanych jako projekt H-900/I. Na skutek wymagań Marynarki pomieszczenia liczebniejszej załogi, w stosunku do cywilnej wersji w projekcie H-900/II zastosowano podniesioną dziobówkę, a także inną sterówkę i komin. Przez to, pomimo zbliżonych wymiarów do projektu H-800, sylwetka holowników uległa znacznej zmianie. Kształt kadłuba spowodował zarazem, że marynarze nadali tym holownikom przezwisko „kaczory” lub „brzydkie kaczątka”. W kodzie NATO zaś projekt ten został oznaczony  jako Bucha. 
Przeznaczeniem holowników tego projektu jest holowanie okrętów MW i tarcz artyleryjskich w obrębie portów, red i wzdłuż wybrzeża. Mogą też brać udział w akcjach ratowniczo-gaśniczych. Ze względu na wzmocnienia części dziobowej, mogą być używane do kruszenia lodu w obrębie portów i Zatoki Pomorskiej i Gdańskiej. Przystosowane są do samodzielnej żeglugi w rejonie II według Polskiego Rejestru Statków (w obrębie 50 Mm od brzegu i 100 Mm między portami na Bałtyku i Morzu Północnym, przez cały rok, w warunkach lodowych).

## Dane taktyczno-techniczne

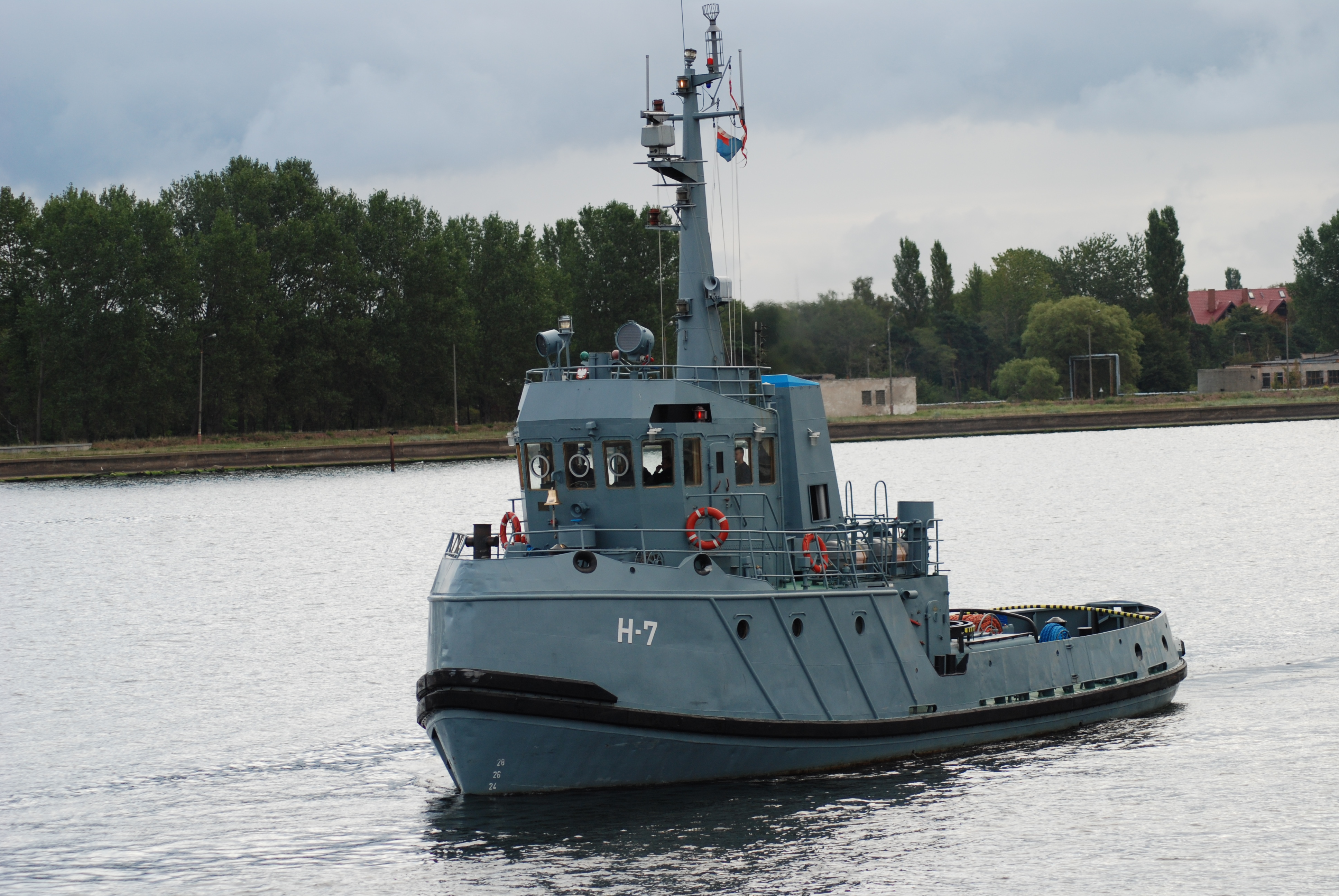
H-7

Długość całkowita jednostek wynosi 25,5 m (23 m między pionami), szerokości 6,8 m i zanurzenie maksymalne 3,35 metra (na rufie). Wysokość boczna wynosi 3,55 metra. Wyporność standardowa wynosi 185 ton, zaś pełna 218 ton.
Siłownię jednostki stanowi silnik wysokoprężny Cegielski-Sulzer 6AL25/30 o mocy 688 kW (935 KM) przy 750 obr./min, napędzający poprzez przekładnię redukcyjną (redukującą obroty układu napędowego do 375 obr./min) i linię wałów pojedynczą trójłopatową śrubę nastawną Zamech-Liaaen 3CP56 ACG50 umieszczoną w dyszy Korta, mogącą obracać się w zakresie 35° na obie burty. Prędkość maksymalna wynosi 11,5 węzła, zaś zasięg wynosi 1500 Mm przy prędkości 9 węzłów. Holownik zabiera zapas 21,35 tony paliwa. Uciąg na palu ma wartość 12 T. Energię elektryczną zapewniają dwa zespoły prądotwórcze ZE400/E o mocy 52 kVA każdy i napięciu 3 x 400/231V/50Hz (składające się z prądnicy prądu przemiennego i silnika SW400/E o mocy 55 kW przy 1500 obr./min).
Kadłub jednostki wykonany jest ze stali St 41 i podzielony jest na pięć przedziałów wodoszczelnych: I - skrajnik dziobowy ze skrzynią łańcuchową; II - pomieszczenia załogi (jedno dwunastoosobowe pomieszczenie mieszkalne i dwa dwuosobowe pomieszczenia mieszkalne; III - siłownia (silnik główny, agregaty prądotwórcze i pompy pożarowe), IV - magazyn oraz V - skrajnik rufowy z maszyną sterową. W umieszczonej na pokładzie wykonanej ze stopów aluminium (PA 11N i PA 20N) nadbudówce znajdują się: pomieszczenie dowódcy, kuchnia i jadalnia, blok sanitarny, magazyn prowiantu oraz szyb maszynowy (na dolnej kondygnacji). Na pokładzie nawigacyjnym nadbudówki znajduje się główne stanowisko dowodzenia. Na szczycie (pokładzie namiarowym) znajduje się maszt oraz działko wodno-pianowe DWP-16, a za tylną ścianą nadbudówki na pokładzie głównym umieszczony jest główny hak holowniczy Kronos o uciągu 15 T z amortyzatorem sprężynowym i hydraulicznym oraz hak pomocniczy o takim samym uciągu. 
Sprzęt ratowniczy stanowią dwie pompy przeciwpożarowo-ratownicze 63WPs-254A/Z o wydajności 63 m³/h i wysokości podnoszenia słupa wody wynoszącej 60 metrów, zasilające działko wodno-pianowe. Jednostka wyposażona jest w radar nawigacyjny SRN-206. Wyposażenie uzupełniało sześć pachołków cumowniczych i dwa holownicze. Autonomiczność okrętu wynosi 14 dób.
Załoga holownika składa się z 17 osób. Okręt ma możliwość krótkotrwałego przyjęcia na pokład grodziowy 50 osób.